# Sara Errani
Sara Errani (Bologna, 29. travnja 1987.) talijanska je tenisačica. Rezultat karijere postigla je na Roland Garrosu 2012., kada je u finalu poražena od Marije Šarapove, nakon što je dan prije zajedno s Robertom Vinci osvojila naslov u konkurenciji parova.
Errani je počela trenirati tenis s pet godina. Nakon što je njezin talent prepoznat, roditelji su je s 12 godina poslali na Floridu, u teniski kamp Nicka Bolletierija. Sa 16 je godina preselila u Valenciju. Nakon godina nastupanja većinom na ITF turnirima, prvi je WTA naslov osvojila 2008. u rodnoj Italiji, u Palermu, pobijedivši u finalu Ukrajinku Mariju Koritcevu.
Dana 10. rujna 2012. dospjela je, s Robertom Vinci, na prvo mjesto WTA ljestvice u konkurenciji parova. Ukupno je u paru osvojila 18 WTA turnira, od toga tri Grand Slama: Roland Garros i US Open 2012. te Australian Open 2013. godine.
Sarini su treneri Španjolci Pablo Lozano i David Andres. Teniski uzor joj je David Ferrer.

## Stil igre
Errani je dešnjakinja koja odigrava dvoručni backhand. Igračica je osnovne crte i dobro se prilagođava stilu protivnice. Omiljeni joj je udarac forehand, a podloga zemlja.

## Osvojeni turniri

### Pojedinačno (6 WTA)
| Br. | Datum             | Turnir     | Suparnica u finalu         | Rezultat         |
| 1.  | 13. srpnja 2008.  | Palermo    | Marija Koritceva           | 6:2, 6:3         |
| 2.  | 27. srpnja 2008.  | Portorož   | Anabel Medina Garrigues    | 6:3, 6:3         |
| 3.  | 4. ožujka 2012.   | Acapulco   | Flavia Pennetta            | 5:7, 7:6(2), 6:0 |
| 4.  | 15. travnja 2012. | Barcelona  | Dominika Cibulková         | 6:2, 6:2         |
| 5.  | 5. svibnja 2012.  | Budimpešta | Jelena Vesnina             | 7:5, 6:4         |
| 6.  | 15. srpnja 2012.  | Palermo    | Barbora Záhlavová-Strýcová | 6:1, 6:3         |
| 7.  | 2. ožujka 2013.   | Acapulco   | Carla Suárez Navarro       | 6:0, 6:4         |

## Rezultati na Grand Slam turnirima
| Grand Slam      | 2006. | 2007. | 2008. | 2009. | 2010. | 2011. | 2012. | 2013. |
| --------------- | ----- | ----- | ----- | ----- | ----- | ----- | ----- | ----- |
| Australian Open | -     | -     | 1k    | 3k    | 3k    | 1k    | 1/4F  | 1k    |
| Roland Garros   | -     | -     | 1k    | 1k    | 1k    | 2k    | F     |       |
| Wimbledon       | -     | -     | 1k    | 2k    | 3k    | 2k    | 3k    |       |
| US Open         | -     | 2k    | 2k    | 3k    | 3k    | 1k    | 1/2F  |       |

## Plasman na WTA ljestvici na kraju sezone
| 2006. | 2007 | 2008. | 2009. | 2010. | 2011. | 2012. | 2013. |
| ----- | ---- | ----- | ----- | ----- | ----- | ----- | ----- |
| 171.  | 70.  | 42.   | 48.   | 43.   | 45.   | 6.    |       |

## Vanjske poveznice
- Službena stranica  Arhivirana inačica izvorne stranice od 2. travnja 2013. (Wayback Machine) (engl.)(tal.)(šp.)
- Profil na stranici WTA Toura (engl.)